# Aurel Bentu
Aurel Bentu (* 13. Mai 1924 in Bukarest; † 2004) war ein rumänischer Fußballschiedsrichter.

## Sportlicher Werdegang
Bentu leitete ab den 1960er Jahren Spiele in der Divizia A und rückte Ende des Jahrzehnts zu den führenden Schiedsrichtern des Landes auf. Entsprechend kam er im Europapokal zum Einsatz, zudem rückte er 1969 auf die FIFA-Schiedsrichterliste auf. Erstmals pfiff er am 25. Mai des Jahres bei einem Länderspiel, als sich Ungarn im Rahmen der Qualifikation zur Weltmeisterschaft 1970 mit einem 2:0-Heimerfolg gegen die Tschechoslowakei durchsetzte. Bis zu seinem Karriereende 1973 war er bei vier Nationalmannschaftspartien als Hauptschiedsrichter eingesetzt.
Im Griechischen Pokalwettbewerb 1967/68 setzte Bentu die Mitte der 1950er Jahre begonnene Tradition ausländischer Spielleiter fort und leitete im Juli 1968 das von Olympiakos Piräus mit einem 1:0-Sieg gegen Panathinaikos Athen erfolgreich gestaltete Finalspiel im Athener Apostolos-Nikolaidis-Stadion. Im folgenden Jahr war er Finalschiedsrichter im Wettbewerb um die Cupa României 1968/69, in einem Stadtduell setzte sich dabei Steaua Bukarest mit 2:1 gegen Dinamo Bukarest durch. Zum Karriereende durfte er zudem das Finalspiel um die Cupa României 1972/73 leiten, sein zweites Pokalfinale in Rumänien endete zwischen Chimia Râmnicu Vâlcea und Constructorul Galați mit einem Unentschieden. Das Wiederholungsspiel leitete Nicolae Petriceanu.